# Aricia subquadripunctata
Aricia subquadripunctata är en fjärilsart som beskrevs av Harrison 1906. Aricia subquadripunctata ingår i släktet Aricia och familjen juvelvingar. Inga underarter finns listade i Catalogue of Life.